# Helena Antipoff
Helena Wladimirna Antipoff (em russo Елена Владимировна Антипова; Grodno, 25 de março de 1892 – Ibirité, 9 de agosto de 1974) foi uma psicóloga e pedagoga russa que depois de obter formação universitária na Rússia, Paris e Genebra, radicou-se no Brasil a partir de 1929, a convite do governo do estado de Minas Gerais, no contexto da operacionalização da reforma de ensino conhecida como Reforma Francisco Campos-Mário Casassanta. Grande pesquisadora e educadora da criança com deficiência, Helena Antipoff foi pioneira na introdução da educação especial no Brasil, onde fundou a primeira Sociedade Pestalozzi, iniciando o movimento pestalozziano brasileiro, que conta, atualmente com cerca de 100 instituições. Seu trabalho no Brasil é continuado pela Fundação Helena Antipoff.

## Biografia
Filha do general do exército imperial Wladimir Vasilievich Antipoff e de Sofia Konstantinovna, Helena nasceu em 1892 na cidade de Grodno, na então província da Bielorrússia do Império Russo, hoje a cidade bielorrussa de Hrodna, no seio de uma abastada família da aristocracia russa.
Aprendeu as primeiras letras com a mãe, continuando os seus estudos mais tarde, depois da família se fixar em São Petersburgo, numa instituição para raparigas com professores de nível universitário onde obteve em 1909 o diploma do Curso Normal, o que a habilitava para a docência dos cursos infantis. Estudou seguido o método de ensino de ativos e passivos, sendo as estudantes exortadas a não aceitar afirmações gratuitas e sem verificar a realidade. A Filosofia e a Psicologia eram matérias centrais no currículo seguido.

## Carreira
Com apenas 16 anos de idade, partiu com a mãe e a irmã mais nova para Paris, onde se matriculou no curso de Ciências da Universidade de Paris,na Sorbonne, então a mais prestigiosa universidade francesa, que frequentou em 1910 e 1911, ano em que obteve o bacharelado.
Durante a sua permanência na Sorbonne assistiu a palestras sobre psicologia ministradas no Collège de France por Pierre Janet e Henri Bergson, o que lhe despertou o interesse pala matéria. Em consequência, estagiou no Laboratório Binet-Simon, sob a orientação de Théodore Simon, participando no trabalho experimental então em curso de medição da capacidade intelectual de crianças em idade escolar.
Entusiasmada com o campo da psicologia, seguiu para Genebra, Suíça, onde estudou sob a direcção do psicólogo Édouard Claparède, pioneiro do estudo do mecanismo de aprendizagem das crianças. Naquela cidade foi aluna, entre 1912 e 1916, do primeiro curso do Institut Jean-Jacques Rousseau (IJJR), onde obteve o diploma de psicóloga, com especialização em Psicologia Educacional. Durante a sua permanência em Genebra, a convite de Claparède, integrou a equipa de investigadores do Institut Jean-Jacques Rousseau, onde se dedicou à investigação na área da medição da inteligência e da sua relação com a aprendizagem.
Em 1917 regressou à Rússia, onde seu pai tinha sido gravemente ferido numa das batalhas de Primeira Guerra Mundial. Decidiu aí permanecer, apesar da implantação do bolchevismo e de toda a instabilidade social e política que se seguiu à Revolução de Outubro. Trabalhou entre 1919 e 1924 como psicóloga infantil e se casou com o jornalista e escritor Viktor Iretzky, com quem teve um filho, o agrônomo, pedagogo e ensaísta Daniel Iretzky Antipoff (1919 — 2005). Enquanto permaneceu na Rússia, trabalhou como psicóloga observadora da Estação Médico-Pedagógica de Petrogrado e de Viatka, dedicando-se ao diagnóstico psicológico e à elaboração de projetos educativos para a reeducação das crianças que tinham perdido a família em consequência da Guerra.
Pouco depois decidiu reiniciar a sua investigação, trabalhando a partir de 1921 como colaboradora científica do Laboratório de Psicologia Experimental de Petrogrado, colaborando com o psicólogo Aleksandr Petrovich Nechaev na investigação da influência da guerra no desenvolvimento mental de crianças em idade pré-escolar. Contudo, ao apresentar resultados com os quais constatava que o nível mental dos filhos de intelectuais era mais alto em comparação aos das outras crianças, foi severamente criticada pelos intelectuais ligados ao recém-implantado regime soviético e acabou excluída dos círculos académicos e perseguida. O mesmo aconteceu com o marido, cuja obra não agradou ao regime, vendo-se obrigado em 1923 a partir para o exílio na Alemanha.
Na sequência do que pouco antes fizera o marido, Helena Antipoff foi obrigada, em 1924, a deixar a União Soviética, exilando-se para Berlim, onde se juntou ao marido. No ano seguinte separa-se definitivamente do marido e parte para Genebra, onde reatou a sua colaboração com Édouard Claparède e o Institut Jean-Jacques Rousseau, instituição onde leccionou Psicologia.
Durante a sua permanência em Genebra, entre os anos de 1926 e 1928, publicou diversos artigos científicos em revistas especializadas, nomeadamente nos Archives de Psychologie, Intermédiaire des Éducateurs e Nouvelle Éducation. Nesses trabalhos é patente a influência das abordagens funcionalista e interacionista, desenvolvidas por Claparède, e da abordagem sócio-histórica russa. Nos seus trabalhos defende o Método da Experimentação Natural que utilizara durante sua experiência de avaliação do desenvolvimento cognitivo na Rússia, sendo pioneira nessa matéria fora da União Soviética.
Em 1929 Helena Antipoff aceitou o convite que lhe foi feito pelo professor Francisco Campos, ao tempo à frente da Secretaria do Interior de Minas Gerais, o departamento responsável pela educação naquele estado, e partiu para o Brasil. Fixou-se então em Minas Gerais, com o objetivo de fundar uma Escola de Aperfeiçoamento Pedagógico onde pudesse aplicar os seus conhecimentos pedagógicos.
Sob a liderança de Francisco Campos, um político interessada no desenvolvimento do ensino e que apostava na renovação pedagógica, o sistema educativo de Minas Gerais atravessava então uma fase em que parecia indispensável que os ensinamentos de novas técnicas e concepções dos problemas pedagógicos viessem de países mais adiantados. Para além de Helena Antipoff, foram convidados outros pedagogos estrangeiros para colaborarem na organização de um núcleo de formação de professores e de aperfeiçoamento das técnicas de pedagogia e psicologia. A instituição foi fundada em 1929 sob a designação de Escola de Aperfeiçoamento Pedagógico. Helena Antipoff foi contratada como professora de Psicologia, com um contrato inicial de dois anos que foi sucessivamente renovado ao longo da década de 1930.
Simultaneamente foi nomeada diretora do Laboratório de Psicologia da Escola de Aperfeiçoamento Pedagógico, onde com a colaboração das suas alunas, promoveu um variado programa de estudos sobre o desenvolvimento mental, os ideais e os interesses das crianças mineiras. Com o resultado dessa investigação promoveu a introdução de testes de inteligência nas escolas primárias e o alargamento do processo de homogeneização das turmas.

## A Sociedade Pestalozzi do Brasil
Em novembro de 1932, com o objectivo de pôr em prática os ensinamentos de Johann Heinrich Pestalozzi fundou, com a colaboração de algumas antigas alunas da Escola de Aperfeiçoamento Pedagógico, a primeira Sociedade Pestalozzi do Brasil, com sede em Belo Horizonte. Aquela Sociedade logo no ano imediato abriu um consultório médico-psico-pedagógico onde passou a atender crianças e seus pais.
Entretanto, Helena Antipoff orientava semanalmente reuniões no Laboratório de Psicologia da Escola de Aperfeiçoamento Pedagógico, de que era diretora, abertas a professores que se interessassem pela educação de crianças com deficiência.
A partir de finais de 1933 a Sociedade Pestalozzi passou a oferecer aulas destinadas a alunos portadores de deficiência e em 1934 conseguiu construir um pequeno edifício onde instalou salas de aula e consultórios médicos e psicológicos. No mesmo edifício funcionava também um laboratório de investigação endocrinológica. Nas aulas da Sociedade Pestalozzi os alunos com problemas comportamentais ou incapacidades para a aprendizagem complementavam as suas atividades escolares e de educação psicomotora, com atividades manuais e agrícolas em regime de semi-internato. Com esse fim a instituição operava oficinas diversas, hortas pedagógicas e serviços domésticos adaptados às necessidades dos jovens que frequentavam as suas aulas.
Na sequência da criação da Sociedade Pestalozzi e por influência direta de Helena Antipoff, em 1935 a Secretaria de Educação de Minas Gerais criou o Instituto Pestalozzi de Belo Horizonte, que funcionava como órgão técnico para a realização de investigação nas áreas relacionadas com a educação especial, apoiando estudos sobre temas diversificados, que iam da psicopatologia e psicologia de aprendizagem à genética, endocrinologia e farmacologia.

## Legado
Para além da sua atividade na área da psicopedagogia, Helena Antipoff exerceu também uma importante ação social em favor das crianças e jovens desfavorecidos, em especial dos portadores de deficiência. Nessa sua ação, em 1934 liderou a fundação da Caso do Pequeno Jornaleiro, instituição destinada a proporcionar abrigo, alimentação e escola para as crianças que trabalhavam como vendedores de jornais. No mesmo ano iniciou a sua colaboração com a Associação Mineira de Escoteiros, instituição que havia sido fundada em 1927 com apoio do Governo do Estado de Minas Gerais como instituição extra-curricular nas escolas do estado levando, mais tarde, à constituição da Associação de Escoteiros Fernão Dias, um grupo escutista aberto a crianças e jovens portadores de deficiência. Também no campo social, embora numa área distinta, Helena Antipoff esteve envolvida na fundação de uma casa de repouso para escritores, artistas e professores.
No campo acadêmico, Helena Antipoff foi a primeira professora e fundadora da cadeira de Psicologia Educacional na Universidade de Minas Gerais.
Em finais da década de 1930, Helena Antipoff interessa-se pela situação dos alunos e docentes das zonas rurais, estabelecendo como objectivo a fixação do homem no campo, em melhores condições de vida, através da escola, sendo para tal necessário elevar as condições de preparo do professor rural sem que precisasse deslocá-lo de seu ambiente. Com esse fim passa a advogar a criação de uma escola rural, com métodos adequados às condições sociais e às aspirações das comunidades que deveria servir. Com esse objectivo realiza uma campanha de recolha de fundos, conseguindo adquirir a Fazenda do Rosário, uma exploração agrícola com cerca de 220 ha (45 alqueires de terra) em Ibirité, a 26 km de Belo Horizonte. Nessa quinta abriu em janeiro de 1940 um internato, inicialmente frequentado por 5 crianças.
A educação ministrada na instituição, que foi crescendo e se transformou progressivamente no principal foco do trabalho de Helena Antipoff, estava centrada nas atividades agrícolas, na criação de gado e na puericultura. Foi uma experiência pioneira no Brasil e um marco na história da pedagogia, sendo a primeira vez que surgia um currículo especificamente centrado nas matérias que mais interessavam as comunidades rurais.
Em 1946, ano em que foi extinto o Laboratório de Psicologia da Escola de Aperfeiçoamento Pedagógico, colaborou com o psicólogo Emílio Mira Lopes na fundação do Centro de Orientação Juvenil (COJ), na cidade do Rio de Janeiro A instituição era tutelada pelo Ministério da Educação e Saúde (MES) no âmbito do Departamento Nacional da Criança (DNC), e tinha por objetivo estudar técnicas de trabalho, demonstração e formação do pessoal de orientação psicológica, tendo em conta as características dos jovens a apoiar e das suas famílias.
Em 1953, é publicado pela Editora Cepa o Teste MM, Minhas Mãos (Manual e fichas). O teste foi aplicado em vários Estados do Brasil, basicamente ele consistia numa técnica de psicodiagnóstico, baseada na comunicação escrita. Com uma amostragem numerosa de 8500 casos. Já em 1951, Mira y Lopez refere-se a ele como "extraordinariamente útil, tanto do ponto de vista do diagnóstico psicológico, como do ponto de vista da exploração de conflitos e distúrbios de personalidade", conforme artigo publicado em "La Revue Internationale de Psycho-Pédagogie", intitulado "La vie et l'oeuvre de M.me Helene Antipoff".
Por meados da década de 1950 Helena Antipoff passou a defender a necessidade de se criar uma federação das Sociedades Pestalozzi que congregasse os esforços e experiências das diversas instituições que defendiam os ideais pestalozzianos. Porém, apesar da sua considerável influência e das inúmeras reuniões realizadas, o projeto só ganhou adeptos em número suficiente em 1970, e em agosto daquele ano, após convocação de todas as entidades Pestalozzi, foi fundada no Rio de Janeiro a Federação Nacional das Sociedades Pestalozzi (Fenasp). A Fenasp assumiu desde então a promoção da expansão das instituições, providenciando apoio técnico às instituições que a integram e advogando uma política de educação adequada para os portadores de deficiência. A criação da Fenasp deu corpo a um ideal de Helena Antipoff e reforçou substancialmente o movimento pestalozziano brasileiro.
Em 1974 Helena Antipoff foi galardoada com o Prêmio Henning Albert Boilesen, de Educação e Cultura, tendo utilizado o dinheiro para implantar um laboratório de investigação ecológica na Fazenda do Rosário.

## Morte
Helena Antipoff morreu na Fazenda do Rosário a 9 de agosto de 1974, deixando um legado de grande educadora que marcou não só aqueles que conviveram com ela, mas a sociedade em geral. À sua obra deve-se uma nova visão das questões relacionadas com a educação, e em especial com a educação especial. Milton Campos, ex-governador de Minas Gerais, no seu elogio afirmou: ela plantou dez mil sementes no nosso sertão. Todos os professores e alunos cujas vidas ela tocou hão de continuar agora, sua obra. Ideia semelhante está expressa no mural que lhe serve de memorial na sede da Fundação Helena Antipoff, em Ibirité: Uma vida destinada a felicidade de outras vidas.

## Homenagens
Helena Antipoff recebeu várias homenagens ainda em vida e, também após seu falecimento. Há vários estabelecimentos públicos e logradouros com seu nome em diferentes cidades brasileiras como a Escola Municipal Helena Antipoff na cidade de Niterói (RJ), a Escola Municipal Helena Antipoff na cidade de Belo Horizonte (MG), e a Rua Helena Antipoff, no bairro São Bento, também na cidade de Belo Horizonte.